# June Rowlands

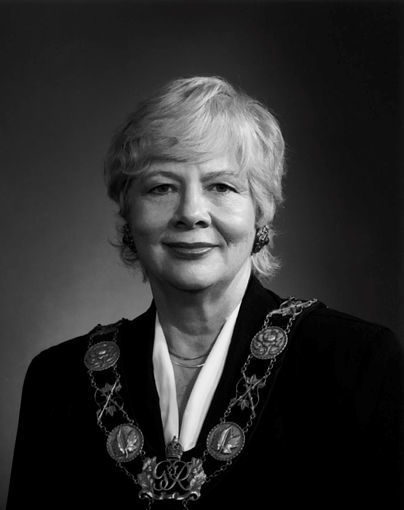
June Rowlands

June Rowlands (* 14. Mai 1924 in Saint-Laurent (Montreal); † 21. Dezember 2017 in Toronto) war vom 1. Dezember 1991 bis zum 30. November 1994 die 60. Bürgermeisterin Torontos und damit erste Frau in diesem Amt. Rowlands war langjährige Stadträtin und kandidierte bereits 1984 erfolglos für die Liberale Partei Kanadas und war von 1989 bis 1991 Vorsitzende des Toronto Police Services Board. 
Nach der elfjährigen Amtszeit von Art Eggleton stellte sich dieser nicht mehr zur Wiederwahl. Rowlands konnte mit 58,53 % der Stimmen den Mitbewerber Jack Layton (32,88 %) deutlich bezwingen. Während ihres ersten Amtsjahres erregte Rowlands mit ihrer umstrittenen Entscheidung Aufsehen, als sie der Musikband Barenaked Ladies einen Auftritt auf dem Nathan Phillips Square mit der Begründung verwehrte, ihr Name sei sexistisch. Im Laufe ihrer Amtszeit geriet sie weiter in die öffentliche Kritik, als sie behauptete, von der blutigen Niederschlagung der Unruhe 1992 von Jugendlichen in der Yonge Street nichts gewusst zu haben. Nach einer Amtsperiode wurde Rowlands mit 58.952 Stimmen gegenüber 70.248 von ihrer Herausforderin Barbara Hall abgelöst. Nach dieser Niederlage zog sie sich aus der Politik zurück.